# Semuy
Semuy település Franciaországban, Ardennes megyében. Lakosainak száma 87 fő (2022. január 1.). Semuy Lametz, Neuville-Day, Rilly-sur-Aisne, Saint-Lambert-et-Mont-de-Jeux és Voncq községekkel határos.

## Népesség
A település népessége az elmúlt években az alábbi módon változott:
| Lakosok száma | 150  | 145  | 104  | 97   | 84   | 88   | 90   | 89   | 88   | 87   |
|               | 1968 | 1982 | 1990 | 2006 | 2013 | 2015 | 2017 | 2019 | 2020 | 2022 |